# Evangelische Kirche (Mehlen)

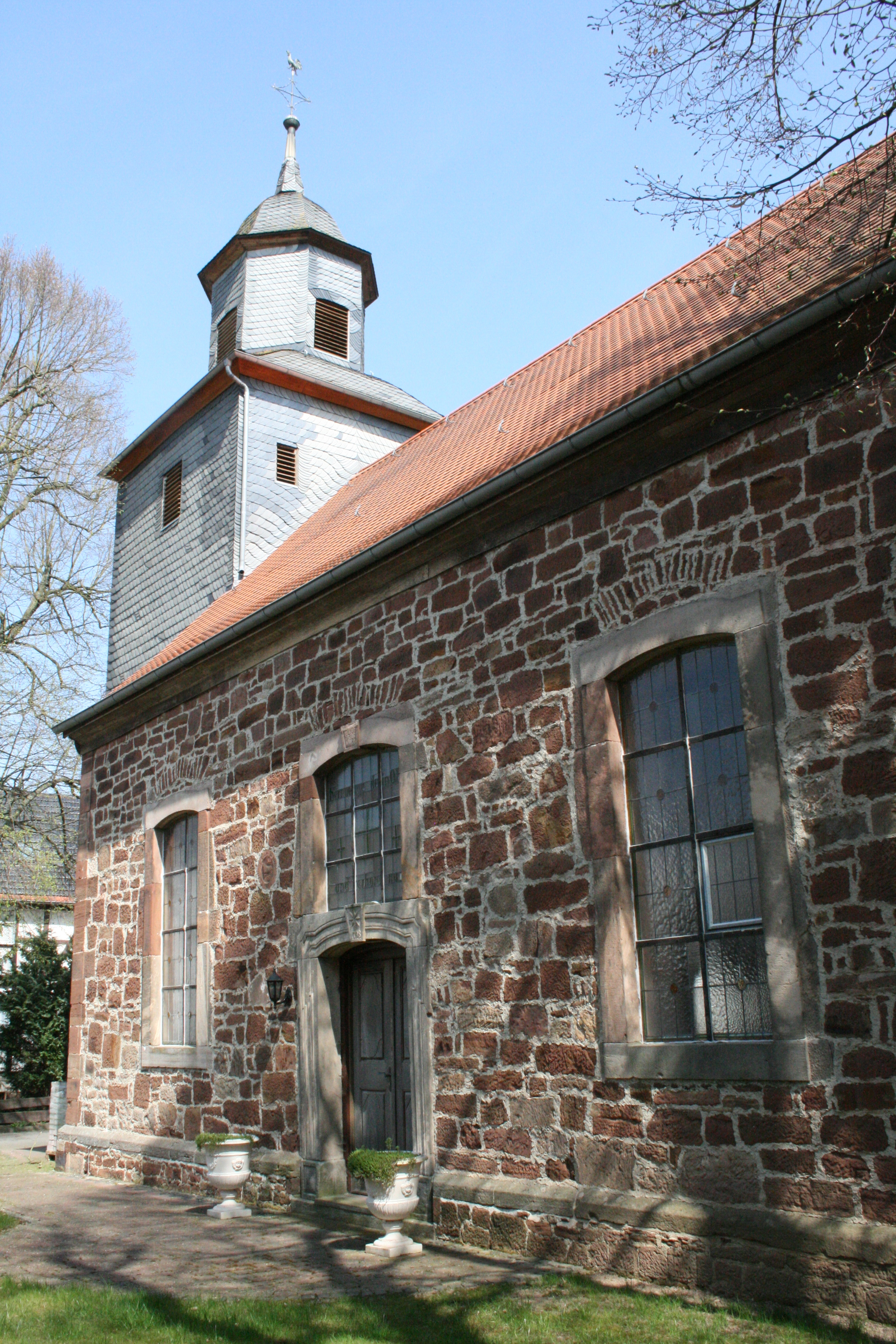
Evangelische Kirche in Mehlen

Die evangelische Kirche Mehlen ist ein denkmalgeschütztes Kirchengebäude in Mehlen, einem Ortsteil der Gemeinde Edertal im Landkreis Waldeck-Frankenberg in Hessen. Die Kirchengemeinde gehört zum Kirchenkreis Eder im Sprengel Marburg der Evangelischen Kirche von Kurhessen-Waldeck.

## Beschreibung
Die Grundsteinlegung für die Saalkirche erfolgte am 8. Mai 1798. Ihr quadratischer Kirchturm steht im Norden. Sein Erdgeschoss ist aus Bruchsteinen, das darüber liegende ist schiefergedeckt. Der Innenraum hat eine L-förmige Empore. Das neugotische Taufbecken stammt aus der 2. Hälfte des 19. Jahrhunderts. Die Orgel mit neun Registern, einem Manual und einem Pedal wurde 1904 von Eduard Vogt gebaut.